# Monolistra matjasici
Monolistra (Typhlosphaeroma) matjasici là một loài chân đều trong họ Sphaeromatidae. Loài này được Sket miêu tả khoa học năm 1965.